# Thanatus ornatus
Thanatus ornatus är en spindelart som först beskrevs av Lucas 1846.  Thanatus ornatus ingår i släktet Thanatus och familjen snabblöparspindlar.
Artens utbredningsområde är Algeriet. Inga underarter finns listade i Catalogue of Life.